# Kajetany
Kajetany – wieś sołecka w Polsce położona w województwie mazowieckim, w powiecie pruszkowskim, w gminie Nadarzyn.
| SIMC    | Nazwa      | Rodzaj    |
| ------- | ---------- | --------- |
| 1057500 | Czarny Las | część wsi |

W latach 1975–1998 miejscowość administracyjnie należała do województwa warszawskiego.
We wsi znajduje się największy polski ośrodek otorynolaryngologiczny – Światowe Centrum Słuchu Instytutu Fizjologii i Patologii Słuchu. Zlokalizowana jest tu też siedziba przedsiębiorstwa 3M Poland.